# Frot (sexe)

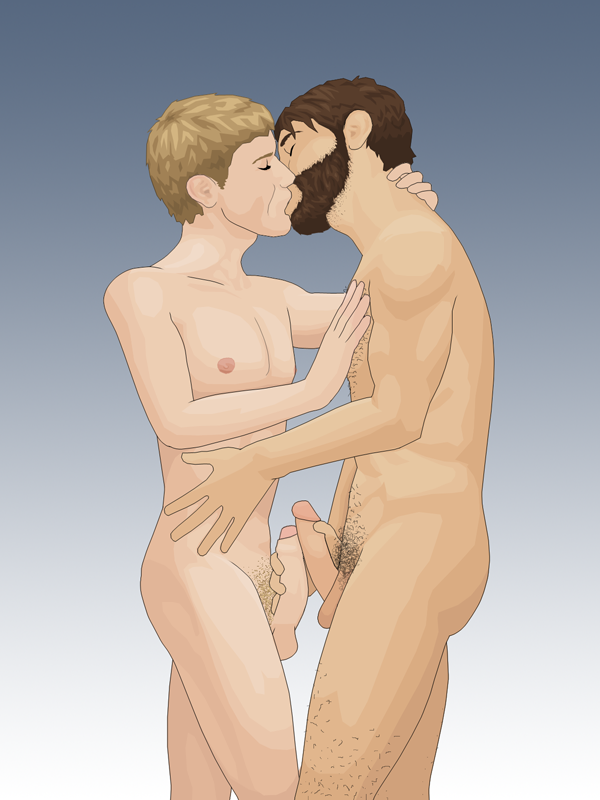
Frot: dos homes freguen els seus penis junts per crear sensacions sexuals

El frot  (slang per «frottage»; del verb francès «frotter», fregar) és una forma d'activitat sexual sense penetració entre dos homes que sol implicar el contacte directe entre els seus penis. El terme va ser popularitzat per activistes homosexuals masculins que menyspreaven la pràctica del sexe anal, però des de llavors ha evolucionat per abastar una varietat de preferències per a l'acte, que pot o no implicar actituds particulars cap a altres activitats sexuals.
Degut al seu caràcter no penetrant, frot té l'avantatge sexual segur de minimitzar el risc de transmissió del VIH/SIDA; no obstant això, encara comporta el risc d'infeccions de transmissió sexual a la pell, com el virus del papil·loma humà (VPH) i els polls del pubis (cabres o ladelles), que poden ser transmesos fins i tot quan no són visibles les lesions.

## Concepte i etimologia
La fricció genital-genital (GG) és l'activitat sexual en què es produeix el contacte entre els genitals, en la mateixa convenció de nomenclatura que el sexe genital-anal i el sexe genital-oral.
Aquest tipus d'intimitat sexual no està restringida als humans. La fricció GG és un terme freqüentment utilitzat pels primatòlegs per descriure l'acte entre els bonobos femelles, i de vegades s'utilitza en referència a la fricció GG entre els bonobos mascles, sota el terme «esgrima de penis». Com a tal, es pensa que el fregament penis-penis entre els homes, d'acord amb diversos teòrics evolutius, ha existit abans de l'evolució dels homínids en humans i bonobos, i pot haver o no haver tingut lloc en l'activitat homosexual d'aquestes dues espècies relacionades genèticament.
La definició moderna de «frot» va sorgir en un context de debat sobre l'estat del sexe anal dins de la comunitat gai; alguns en el camp anti-anal i pro-frot insisteixen que el sexe anal s'hauria d'evitar per complet. Un punt de vista argumenta que la popularitat del sexe anal es reduiria, presumiblement amb una caiguda corresponent d'infectats amb el VIH/SIDA, si es pogués persuadir d'alguna manera als gais perquè deixessin de pensar en el sexe anal com una «pràctica vainilla» (sexe convencional), sinó com una cosa «molesta» i «no respectable», com era el cas dels anys cinquanta i seixanta, quan els gais només preferien practicar la masturbació mútua i la fel·lació, i de vegades usaven el terme «brownie queen» per als aficionats del sexe anal.
L'activista gai Bill Weintraub va començar a promocionar i recomanar la paraula «frot» per a descriure el fregament penis-penis en alguns fòrums d'internet a finals de la dècada del 1990 i va dir que va inventar el terme: 
| «                | No faig servir la paraula «frottage», perquè és una paraula francesa que pot indicar qualsevol tipus de fregament eròtic. Frot, per contra, sempre és el sexe penis-penis. | » |
| — Bill Weintraub | |   |

Weintraub creu que l'actual sexe és el contacte genital-genital.

## Pràctiques sexuals

### En general

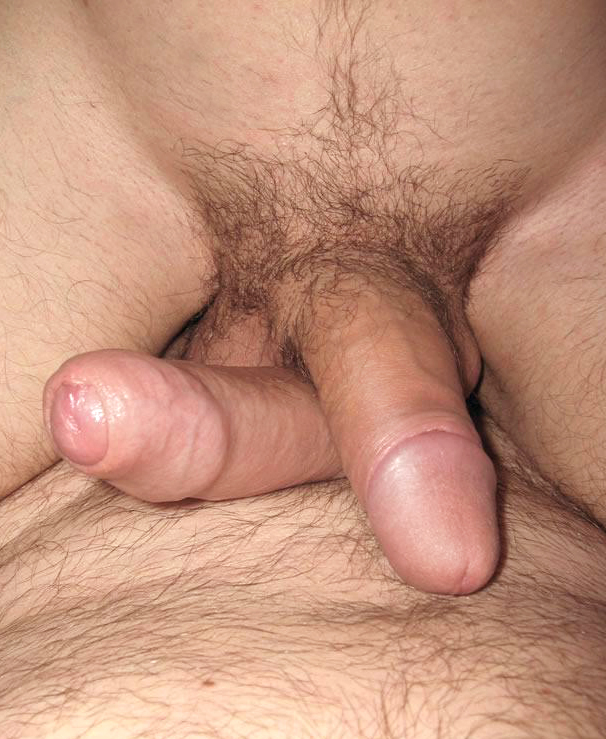
Frot

El frot pot ser agradable, ja que s'estimula mútuament i simultàniament els genitals d'ambdós homes, ja que tendeix a produir friccions agradables contra el feix nerviós del fre del prepuci (frenulum) a la part inferior de l'eix penià de cada home, just a sota del meat urinari (meatus) del gland del penis (glans penis).

### Sexe segur
Atès que frot és un acte sexual sense penetració, es redueix el risc de passar una infecció de transmissió sexual (MTS/ITS) que requereix contacte directe entre les membranes mucoses amb el líquid preejaculatori o el semen. El VIH/SIDA es troba entre les infeccions que requereixen aquest contacte directe, i la investigació indica que no hi ha risc de transmissió del VIH/SIDA a través del frot. Tanmateix, el frot encara pot transmetre altres infeccions de transmissió sexual, com el virus del papil·loma humà (VPH) que pot causar berruges genitals, i els polls del púbis. Hi ha vacunes disponibles contra el VPH.

### Comparació amb el sexe anal i debats
En general, alguns homes homosexuals o homes que tenen relacions sexuals amb homes prefereixen fer-se un frot o altres formes de masturbació mútua perquè el troben més plaent o més afectuós que el sexe anal, per preservar la virginitat tècnica o com a sexe segur alternatiu a la penetració anal. Aquesta preferència ha provocat un cert debat en la comunitat gai i en homes que tenen sexe amb homes pel que fa al que constitueix el «sexe real» o l'expressió més sensual de la intimitat sexual. Alguns defensors del frot consideren «dos genitals que conflueixen barrejant-se, acariciant-se, lliscant-se» i fregant-se és igual de sexual que les altres formes d'activitat sexual masculina.
Molts homes que tenen relacions sexuals amb homes associen la masculinitat amb les posicions sexuals d'actiu i passiu durant el sexe anal. Durant el sexe anal, l'home que penetra s'anomena «actiu», el que es penetrat s'anomena «passiu», i la preferència per qualsevol es denomina «versàtil». Alguns partidaris insisteixen que aquests rols introdueixen la desigualtat durant la intimitat sexual, i que el frot «és igualitari» degut a l'estimulació genital-genital mútua. La manca d'estimulació genital mútua i asimetria del rol ha portat a alguns defensors del frot a denunciar el sexe anal com a degradant per a l'home passiu. Aquesta visió de la dominació i la desigualtat associada amb els rols sexuals és discutida pels investigadors que afirmen que no és clar que els actes sexuals específics siguin necessàriament indicatius de patrons generals de masculinitat o dominància en una relació gai, i que el coit anal es pugui associar a ser masculí.
A més, alguns defensors del frot, com Bill Weintraub, estan preocupats per malalties que es poden adquirir a través del sexe anal. En un article contra el sexe anal, publicat a The Advocate el 2005, va dir que no mostrant el sexe anal com eròtic ajudaria a evitar el VIH/SIDA, i va observar que alguns homes homosexuals el van percebre com un antigai quan només tractava de mantenir sans i vius als homes homosexuals i bisexuals. La visió que el sexe anal és una cosa que s'hauria de menysprear no és compatible amb tots els partidaris del frot. L'escriptor Joe Perez afirma que Weintraub i els seus seguidors «han embogit» en el seu entusiasme per frot al·legant que el suport de frot significa rebutjar el sexe anal o que aquest últim és «intrínsecament degradant, antinatural o propagador de malalties». Ell diu que les opinions de Weintraub i dels seus partidaris s'han de prendre «amb un gra de sal si és possible» i que espera que hi hagi més comunitats partidàries del frot inclusives.
Els gais, i els homes que tenen sexe amb homes en general, que prefereixen el sexe anal poden veure'l com «[la seva] versió de la relació sexual» i com «l'àpex natural del sexe, una meravellosa expressió d'intimitat i una gran font de plaer». El psicòleg Walt Odets va dir: «Crec que el sexe anal té per als homes homosexuals la mateixa importància emocional que té el sexe vaginal per als heterosexuals». L'acte generalment es considera com a sexe convencional entre els homes que tenen sexe amb homes, i sovint es pensa que és d'esperar, fins i tot per part dels homes que tenen sexe amb homes, que no prefereixen l'acte. «Algunes persones l'agraden [sexe anal] perquè sembla tabú o entremaliat», va afirmar l'escriptor i terapeuta sexual, Jack Morin. «Alguns els agrada el sabor del domini i la submissió ... altres no». Els homes que tenen sexe amb homes que defensen la validesa essencial del sexe anal han rebutjat les reivindicacions formulades pels defensor radicals del frot. Uns altres han menyspreat sovint el frot com una cosa improvisada i de segona índole d'intimitat home-home, cosa que queda millor en els adolescents sense experiència i els homes més «acorralats». Odets va dir: «Ningú proposaria que iniciéssim una mesura de salut pública per desintoxicar el sexe vaginal. Sembla una idea ridícula. No és menys ridícul per als gais».
El sexòleg contribuïdor del The Huffington Post, Joe Kort, van proposar el terme «side» (costat) als gais que no estan interessats en el sexe anal i prefereixen «besar-se, abraçar-e i practicar el sexe oral, riure, masturbar-se mútuament i fregar-se cap amunt i cap avall», veient als «costats» com una altra preferència sexual gai semblant a ser actiu, passiu o versàtil, i afegint que «si un home gaudeix del sexe anal o no, no és una reflexió sobre la seva orientació sexual, i si és gai, no defineix si realment té sexe o no».

## Prevalença
Una enquesta del 2011 sobre homes homosexuals i bisexuals del Journal of Sexual Medicine va descobrir que de més de 1.300 combinacions diferents d'actes sexuals practicats, el més comú, el 16% de totes les trobades, era «agafar a la seva parella romànticament, besar la boca de la parella, masturbar-se, masturbar a la parella, masturbació mútua amb la parella i el contacte genital-genital».

## El frot entre els animals
També s'ha observat el fregament genital-genital entre mascles d'altres animals. Les activitats homosexuals dels bonobos són d'especial interès per la seva proximitat genètica als humans; i com els éssers humans, la seva libido no esta impulsada per la reproducció. Entre els bonobos, el frot es produeix sovint quan dos mascles es pengen en una extremitat d'un arbre i practiquen l'esgrima de penis. També ocorre quan dos mascles estan en posició del missioner. També hi ha una forma especial de frot anomenat «fricció del tronc» en què els mascles es recolzen esquena amb esquena a quatre grapes i es freguen les seves regions genito-anals de forma conjunta.
També s''ha observat entre mascles no primats frecs genitals tipus frot entre els manatís del Carib, juntament amb «besar». Quan es dediquen a friccions genitals i genitals, els dofins mulars masculins sovint penetren a la fossa genital o, menys comunament, a l'anus. El frec penis amb penis també és freqüent entre els mamífers homosexualment actius.